# & (singel Ayumi Hamasaki)
& – dwudziesty dziewiąty singel Ayumi Hamasaki, wydany 9 lipca 2003. W pierwszym tygodniu sprzedano 287 002 egzemplarzy, natomiast 592 000 sztuk całościowo w Japonii, a 690 000 egzemplarzy przez wytwórnię Avex.

## Lista utworów
| Nr | Tytuł                                  | Muzyka        | Aranżacja                | Czas |
| -- | -------------------------------------- | ------------- | ------------------------ | ---- |
| 1. | "ourselves"                            | BOUNCEBACK    | CMJK                     | 4:33 |
| 2. | "Greatful days"                        | BOUNCEBACK    | HΛL                      | 4:39 |
| 3. | "HANABI 〜episode II〜"                | CREA, D・A・I | tasuku                   | 4:54 |
| 4. | "theme of a-nation '03"                | CREA, D・A・I | D・A・I, Hiroki Mizukami | 6:15 |
| 5. | "ourselves" (Instrumental)             | BOUNCEBACK    | CMJK                     | 4:33 |
| 6. | "Greatful days" (Instrumental)         | BOUNCEBACK    | HΛL                      | 4:39 |
| 7. | "HANABI ～episode II～" (Instrumental) | CREA, D・A・I | tatsuku                  | 4:55 |